# Монгольские вторжения в Литву
Монгольские вторжения в Литву пришлись на конец XIII и начало XIV века. Монгольские армии несколько раз вторгались на территории сначала Литовского королевства, а затем и Великого княжества Литовского. Эти нашествия были плохо задокументированы, но несмотря на известные историкам данные о периодических поражениях, вероятно, вынудивших Литву и её соседей ятвягов на короткий период стать вассалами монголов, литовцы всё же со временем смогли вернуть под свой контроль территории, находившиеся под властью монголов.

## Монгольские вторжения
Примерно в 1237—1240 годах литовцы впервые столкнулись с монголами, но в течение следующих 10-20 лет литовские земли не являлись приоритетными в монгольских планах по покорению новых территорий.
Первое крупное вторжение монголов случилось зимой 1258 года, когда на территории Литвы появилось войско из Золотой Орды под предводительством Бурундая. Возможно, это было карательной акцией за вторжения литовцев на территории, удерживаемые монголами. Через год после набегов на Литву и земли ятвягов два тумена (20 000 воинов) под предводительством Берке напали на Польшу (второе монгольское вторжение в Польшу).
Случившееся в 1258—1259 годах монгольское вторжение в Литву традиционно оценивается как монгольская победа, поскольку литовские земли после него описывались как «опустошённые», а само вторжение было «возможно, самым ужасным событием XIII века» в истории Литвы. Сразу после этих событий Литва, вероятно, стала на несколько лет или десятилетий данником или вассалом, а также союзником Орды. Та же участь, возможно, постигла и соседей литовцев — ятвягов. Некоторая часть литовских или ятвягских воинов, вероятно, участвовала во монгольском вторжении в Польшу в 1259 году. Не сохранилось никаких данных в исторических документах, которые объясняли бы: участвовали ли они в этом нашествии с разрешения своих правителей, в роли свободных наёмников или в качестве вассальных войск, отправленных по требованию монголов.
Несмотря на всё это, монгольские вторжения не имели серьёзных или долгосрочных последствий для Литвы. Этому, в частности, способствовало тот факт, что Литва не была напрямую включена в состав Монгольской империи и не подчинялась монгольской администрации даруг. Однако поражения от монголов ослабили власть литовского короля Миндовга, который в итоге был убит в 1263 году, что ознаменовало собой конец просуществовавшего недолго христианского Литовского королевства. Временная лояльность монголам его преемника, Великого княжества Литовского, или, по крайней мере, отдаление от христианской Европы, также являлась краткосрочным успехом монголов.

## Последующие события
Монголы совершали набеги на литовские земли ещё и в 1275, 1279 и 1325 годах.
В целом монголы не прилагали особых усилий для завоевания Литвы. Со временем Великое княжество Литовское стало соперником Золотой Орды, сумев временно подчинить себе некоторые территории бывшей Киевской Руси, раннее контролируемых монголами, из-за ослабления Орды. Однако литовцам не хватало нужного количества людских ресурсов, чтобы угрожать монголам на территориях вне пределов северо-восточной Европы.